# Ollarianus mexicanus
Ollarianus mexicanus är en insektsart som beskrevs av Delong 1980. Ollarianus mexicanus ingår i släktet Ollarianus och familjen dvärgstritar. Inga underarter finns listade i Catalogue of Life.